# Alpi della Lechtal
Le Alpi della Lechtal (in tedesco Lechtaler Alpen) sono una sottosezione delle Alpi Calcaree Nordtirolesi. La vetta più alta è il Parseierspitze che raggiunge i 3.040 m s.l.m.
Si trovano in Austria (Vorarlberg e Tirolo).
Prendono il nome dalla Lechtal, valle percorsa dal fiume Lech e che le delimita a nord.

## Classificazione

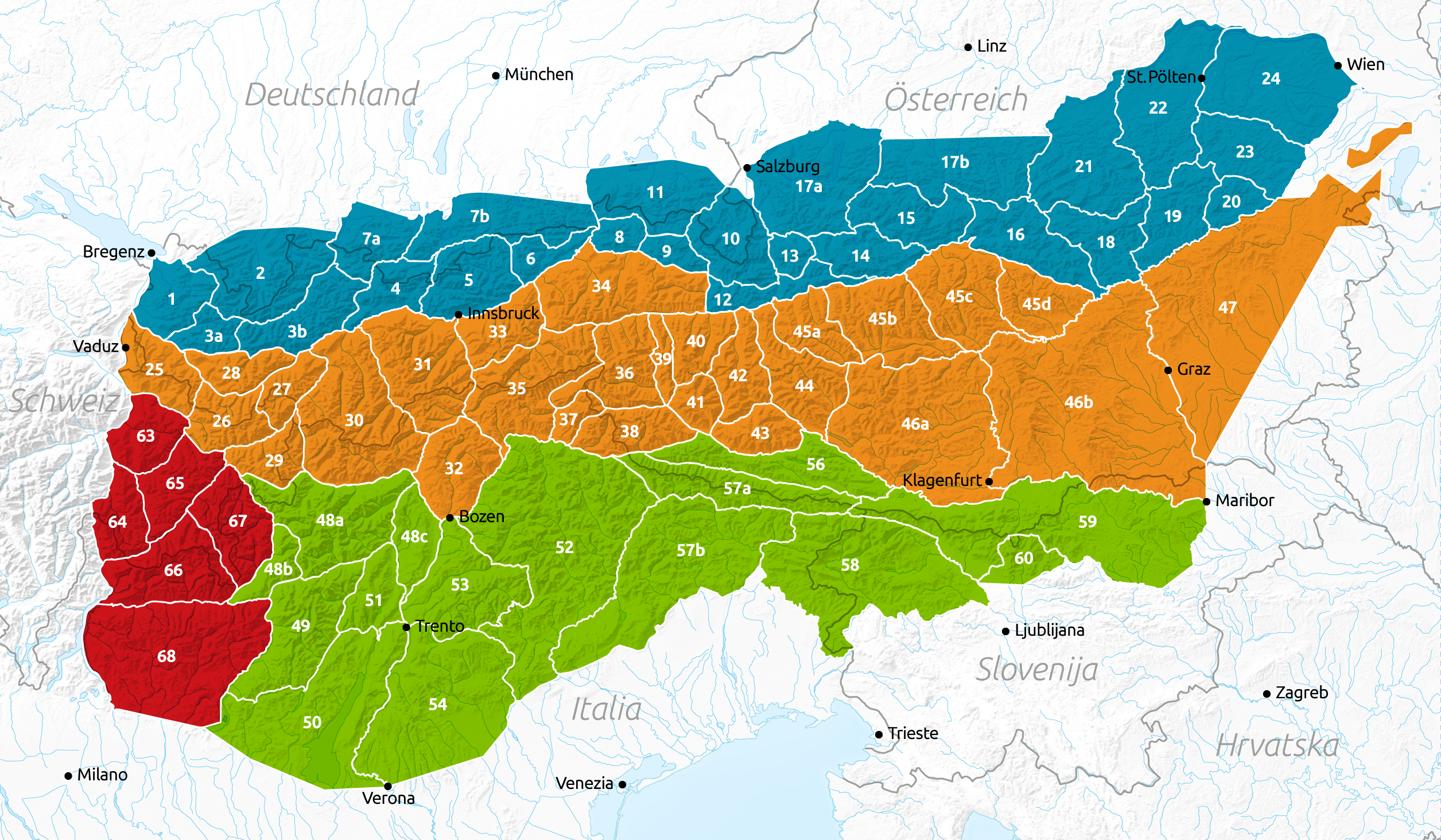
Le Alpi della Lechtal secondo l'AVE sono individuate dal numero 3b.

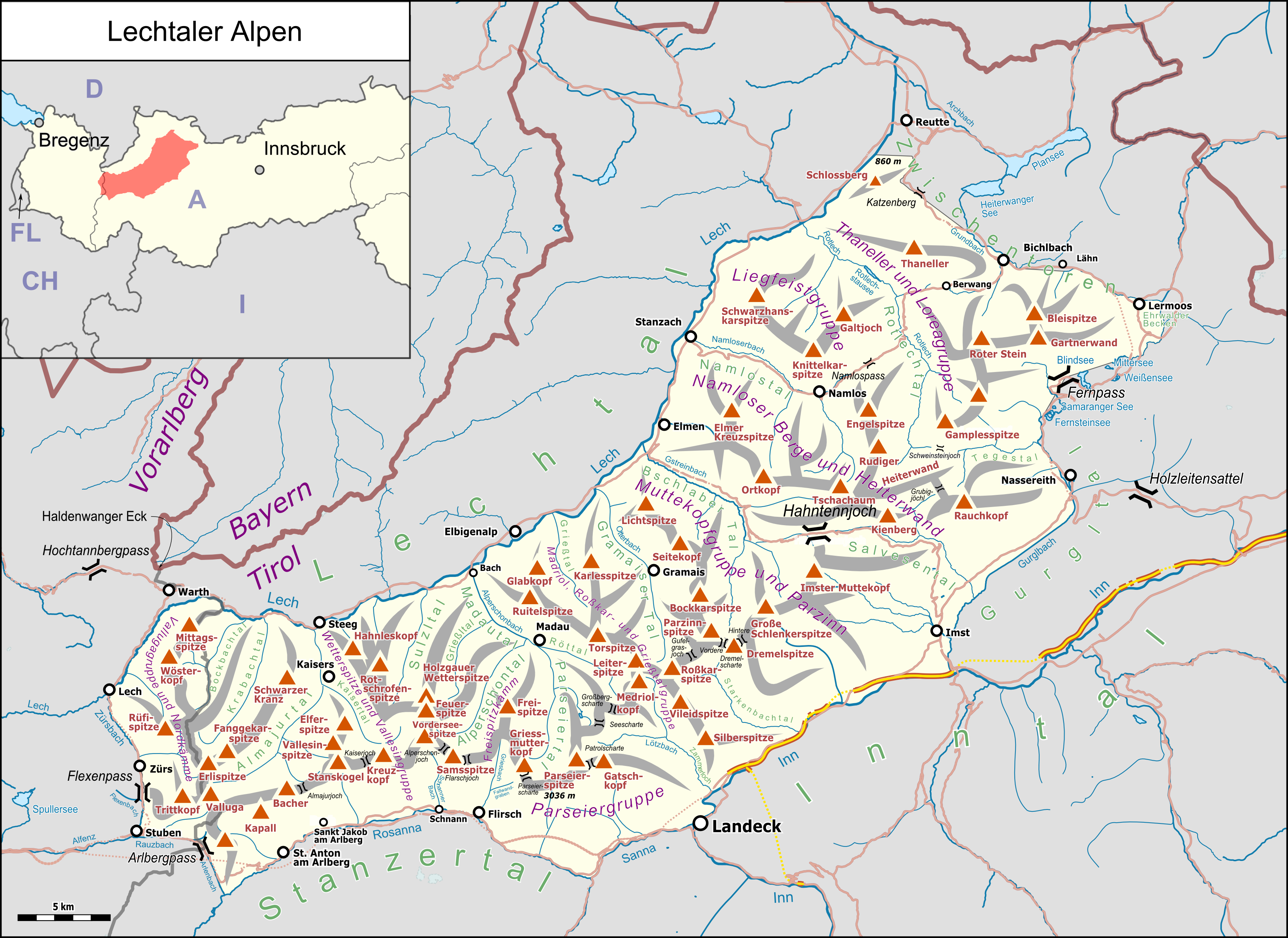
Cartina dettagliata del gruppo montuoso.

Secondo la SOIUSA le Alpi della Lechtal sono una sottosezione alpina ed hanno la seguente classificazione:
- Grande parte = Alpi Orientali
- Grande settore = Alpi Nord-orientali
- Sezione = Alpi Calcaree Nordtirolesi
- Sottosezione = Alpi della Lechtal
- Codice = II/B-21.I

Secondo l'AVE costituiscono il gruppo n. 3b di 75 nelle Alpi Orientali.

## Delimitazioni
Confinano:
- a nord-est con le Alpi dell'Ammergau (nelle Alpi Bavaresi),
- ad est con i Monti di Mieming e del Wetterstein (nella stessa sezione alpina) e separate dal passo di Fern,
- a sud-est con le Alpi Venoste (nelle Alpi Retiche orientali) e separate dal corso del fiume Inn,
- a sud con le Alpi del Silvretta, del Samnaun e del Verwall (nelle Alpi Retiche occidentali) e separate dal Passo dell'Arlberg,
- ad ovest con i Monti delle Lechquellen (nella stessa sezione alpina) e separate dal Passo di Flexen,
- a nord-ovest con le Alpi dell'Algovia (nelle Alpi Bavaresi) e separate dal corso del fiume Lech.

## Suddivisione

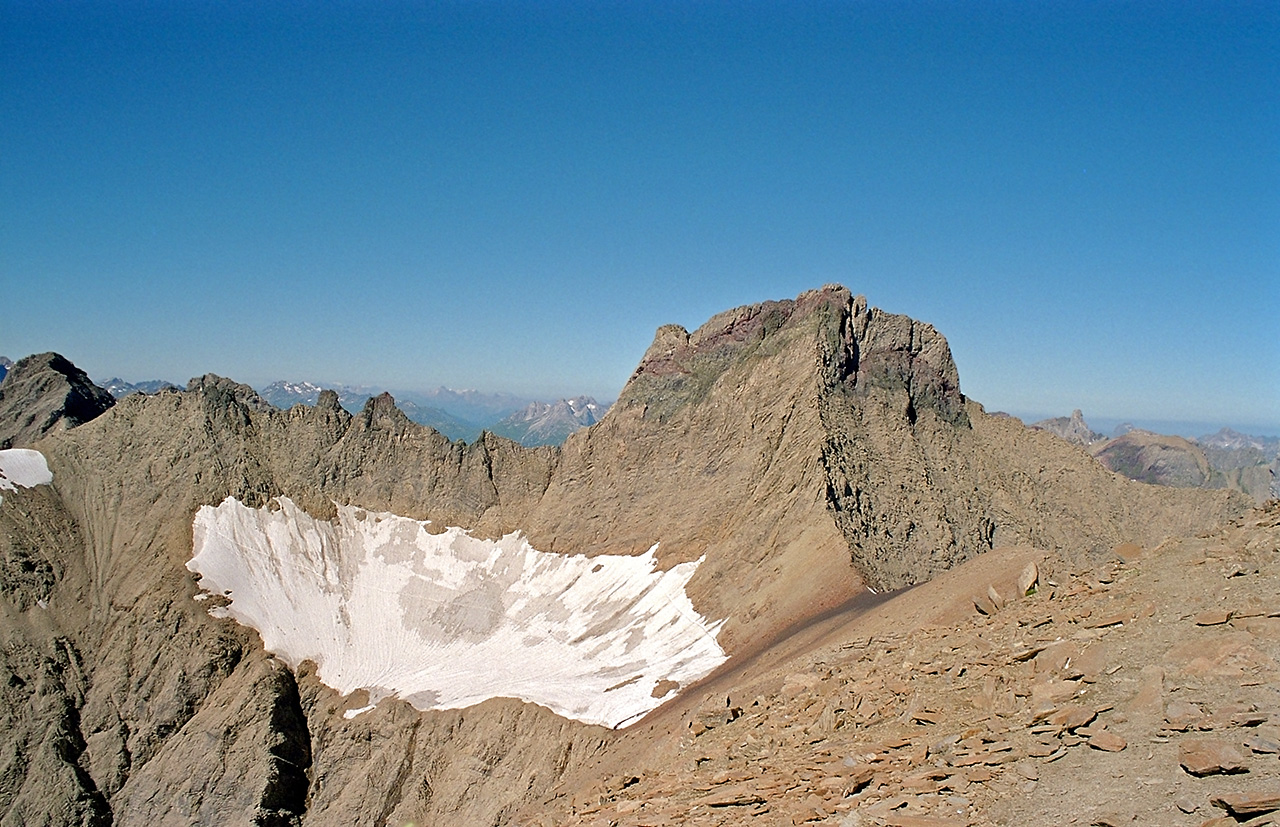
Il Parseierspitze, montagna più alta.

Secondo la SOIUSA le Alpi della Lechtal si suddividono in due supergruppi, sei gruppi e diciassette sottogruppi:
- Catena del Parseier (A)
  - Catena Valluga-Stanskogel (A.1)
    - Gruppo del Valluga (A.1.a)
      - Costiera principale del Valluga (A.1.a/a)
      - Gruppo del Monzabon (A.1.a/b)
      - Costiera del Bocksbach (A.1.a/c)
      - Costiera del Krabach (A.1.a/d)
      - Costiera dello Schmalzgruben (A.1.a/e)

    - Gruppo dello Stanskogel (A.1.b)
      - Costiera principale dello Stanskogel (A.1.b/a)
      - Costiera del Vallesin (A.1.b/b)

  - Catena Feuerspitze-Freispitze (A.2)
    - Gruppo del Feuerspitze (A.2.a)
      - Costiera principale del Vorderseespitze (A.2.a/a)
      - Costiera del Feuerspitze (A.2.a/b)
      - Costiera del Rotschrofen (A.2.a/c)
      - Costiera del Fallenbacher (A.2.a/d)

    - Gruppo del Freispitze (A.2.b)
      - Costiera principale del Rotspitze (A.2.b/a)
      - Costiera del Freispitze (A.2.b/b)

  - Catena Parseierspitze-Leiterspitze (A.3)
    - Gruppo del Parseier (A.3.a)
      - Costiera del Parseier (A.3.a/a)
      - Costiera del Gatschkopf (A.3.a/b)

    - Medriol (A.3.b)
      - Costiera principale del Medriol (A.3.b/a)
      - Costiera del Kreuzjoch (A.3.b/b)

    - Gruppo del Torspitz (A.3.c)
      - Costiera del Torspitz (A.3.c/a)
      - Costiera del Ruitelspitz (A.3.c/b)
      - Costiera dello Schafkarspitz (A.3.c/c)

  - Catena Parzinn-Muttekopf (A.4)
    - Gruppo Parzinn-Steinkar (A.4.a)
      - Costiera principale dello Schlenker (A.4.a/a)
      - Costiera del Bergwerks (A.4.a/b)
      - Costiera del Kogelsee (A.4.a/c)

    - Gruppo del Lichtspitze (A.4.b)
    - Gruppo del Muttekopf (A.4.c)
      - Costiera principale del Muttekopf (A.4.c/a)
      - Costiera del Larsenn (A.4.c/b)
- Gruppo del Namloser (B)
  - Catena Heiterwand-Wetterspitze (B.5)
    - Gruppo dell'Heiterwand (B.5.a)
      - Costiera dell'Habart (B.5.a/a)
      - Heiterwand (B.5.a/b)
      - Massiccio del Kienberg (B.5.a/c)
      - Massiccio del Rauchberg (B.5.a/d)

    - Gruppo del Rudiger (B.5.b)
    - Gruppo del Fallerschein (B.5.c)
    - Gruppo del Liegfeist (B.5.d)

  - Catena Loreakopf-Gartnerwand (B.6)
    - Loreagruppe (B.6.a)
    - Thanellergruppe (B.6.b)
    - Gartnerwandgruppe (B.6.c)

## Vette
Le Alpi della Lechtal possiedono le vette più alte di tutte le Alpi Nord-orientali. Le montagne principali sono:
- Parseierspitze, 3040 m
- Dawinkopf, 2970 m
- Südlicher Schwarzer Kopf, 2949 m
- Gatschkopf, 2947 m
- Bocksgartenspitze, 2939 m
- Holzgauer Wetterspitze, 2898 m
- Oberer Bocksgartenkopf, 2888 m
- Vorderseespitze, 2888 m
- Freispitze, 2887 m
- Eisenspitze, 2859 m
- Feuerspitze, 2851 m
- Grosse Schlenkerspitze, 2831 m
- Valluga, 2808 m
- Muttekopf, 2777 m
- Stanskogel, 2757 m
- Leiterspitze, 2752 m
- Roggspitze, 2747 m
- Dremelspitze, 2741 m
- Heiterwand, Hauptgipfel, 2642 m
- Namloser Wetterspitze, 2554 m
- Loreakopf, 2471 m
- Gartnerwand, 2376 m
- Knittelkarspitze, 2376 m
- Thaneller, 2340 m
- Grubigstein, 2283 m
- Galzig, 2184 m